# المجمع المعمداني اللبناني

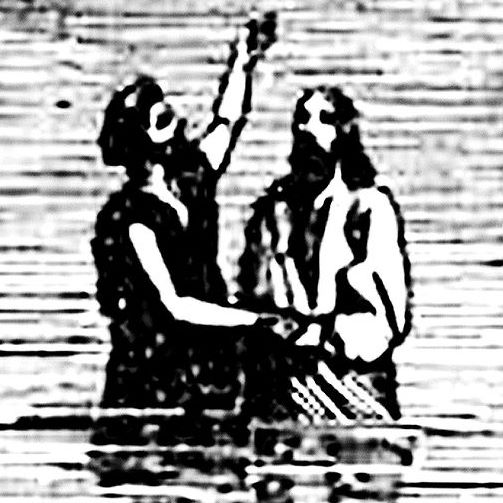

المجمع المعمداني اللبناني هو جمعية للمسيحيين المعمدانيين في لبنان.
تشكلت الكنيسة المعمدانية الأولى في لبنان في بيروت عام 1895 على يد سعيد الجريديني (1866-1952). أثناء رحلة من لبنان إلى معرض شيكاغو العالمي في عام 1893 اعتنق جوريديني العقيدة المسيحية وعمدته الكنيسة المعمدانية الثالثة في سانت لويس بولاية ميسوري. حصل في البداية على دعم للعودة إلى لبنان من المعمدانيين في سانت لويس، ثم في وقت لاحق من قبل الرابطة المعمدانية العامة (رائدة الرابطة المعمدانية الأمريكية).
في عام 1904 نظم جوزيف ك. دافيد كنيسة معمدانية ثانية في لبنان في راشيا. شكلت كنائس إلينوي اتفاقية لحملات تبشيرية إنجيلية معمدانية بغرض دعم جوزيف ك. دافيد. أرسل مؤتمر المعمدانيين الجنوبيين زوجين تبشيريين في عام 1948. تم تنظيم الاتفاقية في عام 1955 وبموجب تلك الاتفاقية أصبح المجمع المعمداني اللبناني عضو في الاتحاد المعمداني الأوروبي.
في عام 1995 كان المؤتمر المجمع المعمداني اللبناني يتألف من 28 كنيسة تضم حوالي 1000 عضو.
الكنائس الأعضاء في المجمع المعمداني اللبناني:
الكنيسة المعمدانيّة الانجيليّة في مرجعيون
اسم الراعي: القس نجيب خوري
الكنيسة المعمدانيّة الانجيليّة في المية ومية
اسم الراعي: القس الدكتور بيار فرنسيس
الكنيسة الكتابيّة المعمدانيّة الإنجيلية
اسم الراعي: القس ميلاد خالد
الكنيسة المعمدانية الانجيلية الأولى
اسم الراعي: القس الدكتور ريتشارد صدقه
كنيسة التعاون المعمدانيّة
اسم الراعي: القس جوزف حداد
كنيسة الإنجيل المعمدانيّة اإلإنجيليّة
اسم الراعي: القس كريم دحدح
الكنيسة المعمدانيّة الانجيليّة الوطنيّة في الاشرفية
اسم الراعي: الأخ كمال أبو مخايل
الكنيسة المعمدانيّة الانجيليّة الوطنيّة في الدورة
اسم الراعي: القس إيلي بركات
كنيسة المسيح المعمدانيّة الانجيليّة في سد البوشرية
اسم الراعي: القس ميشال عباس
كنيسة المسيح المعمدانيّة الانجيليّة في كسروان
اسم الراعي: القس الدكتور ريمون أبو مخايل
كنيسة المسيح المعمدانيّة الانجيليّة في جل الديب
اسم الراعي: القس هيثم حلاوي
الكنيسة المعمدانيّة الكتابيّة الإنجيليّة
اسم الراعي: القس عبد الله خوري